# Famille de Roux (Languedoc)
Pour les articles homonymes, voir de Roux.
La famille de Roux (dont un membre est connu en 1720 sous le nom Roux de Navacelles) est une famille subsistante de la noblesse française originaire de Villeneuve-lès-Avignon, en Languedoc, maintenue noble en 1671 sur preuves de 1546.

## Histoire
La famille de Roux est connue à Villeneuve-lès-Avignon depuis le XVe siècle.
On trouve mention (en latin) en 1489 de Ludovici Rufi, propriétaire d'une habitation située dans la partie nord de l'ancienne Livrée de la Thurroye à Villeneuve-lès-Avignon,, devenue par la suite l'hôtel de Roux. En 1535, André Roux et ses frères, reconnaissent  « tenir deux piliers devant la maison formant un portique tenant lieu, à l'étage, de balcon ».
Cette famille obtint un jugement de maintenue de noblesse le 13 janvier 1671, rendu par Claude Bazin de Bezons, intendant du Languedoc, en faveur de Madeleine de Martinon, veuve de Gaspard de Roux, et de leurs trois fils, Mathieu-Hector, Joseph et Charles de Roux,, sur preuves de noblesse remontant à Louis Roux ou de Roux, marié à Suzanne Morel, dont les deux fils Antoine et Mathieu transigent le 31 mars 1546 pour la succession de leurs père et mère.
Sa filiation noble prouvée est ainsi établie: 
I. Louis Roux  ou de Roux, marié à Suzanne Morel dont Antoine et Mathieu, qui suit,,.
II. Mathieu Roux  ou de Roux, écuyer, marié en seconde noce en 1552 avec Catherine Béraud, dame de Ribas,,, dont Louis, qui suit.
III. Louis de Roux, écuyer, seigneur de Ribas, cornette dans la compagnie des gens à cheval du colonel d’Ornano par commission de 1592, viguier de Villeneuve-lès-Avignon en 1596, marié en 1598 à Gabrielle de Leuctre, dont Hector de Roux, qui suit,,, et Mathieu de Roux, capitaine d'une compagnie de 100 hommes de guerre à pied, capitaine dans le régiment de Maillane en 1632, pourvu le 8 février 1638, après la mort de son frère aîné Hector, de la charge de viguier de Villeneuve-lès-Avignon, marié à Anne de Fiennes (dont Hector de Roux, cornette de cavalerie en 1662, marié à Françoise de Chacornac).
IV. Hector de Roux, écuyer, viguier de Villeneuve-lès-Avignon, docteur en droit, marié en 1624 ou 1629 à Pierrette de Chardenas, dont Gaspard, qui suit,,,.
V. Gaspard de Roux, écuyer, seigneur de La Bruyère, marié en 1647 à Madeleine alias Marguerite de Martinon. De cette union sont issus: Mathieu-Hector, Joseph qui suit et Charles, maintenus dans leur noblesse avec Hector de Roux, leur oncle, par jugement du 13 janvier 1671,,,. Charles de Roux, né en 1658, capitaine au régiment de Gaubert-Dragons, fut tué à la bataille de Carpi le 9 juillet 1701.
VI. Joseph de Roux, écuyer, seigneur de Navacelles et de La Bruyère, chevalier de Saint-Louis, mestre de camp de dragons (1698), brigadier des armées du roi (1706), marié en 1702 à Marie-Anne de Calvière de Boucoiran, dame de Navacelles, fille d'Antoine de Calvière, baron de Boucoiran, et de Gabrielle-Isabelle de Ségla, dont, entre autres, Jean-Louis de Roux, qui suit,,.
VII. Jean-Louis de Roux, seigneur de Navacelles et de La Bruyère de Senas, (1705-1780), fit ses preuves de noblesse le 8 juin 1720 pour son admission parmi les pages de la Grande Écurie du roi. Enseigne au régiment des Gardes Françaises, il est viguier d'Avignon pour les années 1756 et 1757. Il épouse le 3 octobre 1742 à Marseille (paroisse Saint-Laurent) Gabrielle-Théodore de Villeneuve, fille de Louis Sauveur de Villeneuve, marquis de Forcalqueiret, conseiller d'état et ambassadeur de France auprès de la Sublime Porte de 1728 à 1741, et d'Anne de Bausset. De cette union, vinrent, entre autres enfants, Benoît-Hippolyte de Roux (1756-1832), capitaine au titre de Condé-Infanterie, chevalier de Saint-Louis, d'où postérité,,.
Fixée en Languedoc et en Avignon jusqu'au milieu du XIXe siècle, la famille de Roux s'établit en Poitou à la fin des années 1840.

## Armes
Les armes de la famille de Roux se blasonnent d'azur à deux triangles ou diamants d'argent mouvants des flancs et appointés en cœur.
Joseph de Roux, lieutenant colonel de dragons est recensé dans l'armorial général avec ces armes.
Melchior de Roux, seigneur de la Loubière à Mande, porte De gueules au léopard lionné d'or, au chef d'azur à deux diamants d'argent taillés en losange appointés et posés en fasce.

## Titre
La famille de Roux n'est pas titrée. Les auteurs du Grand Armorial de France indiquent que Jean-Louis de Roux, seigneur de Navacelles (1705-1780) est « dit le marquis de Roux » ainsi que ses descendants (ils précisent (tome VI, page 524) : « Lorsqu'un titre, bien que porté effectivement par une famille vraiment noble (par exemple dans des contrats de mariage), n’apparaît pas dans les actes officiels, nous avons utilisé l’expression : « dit le...». Mais si le port de ce titre s’est continué pendant trois générations vivant sous des régimes reconnaissant les titres de noblesse, nous avons considéré qu’il s’était établi une sorte de possession d’état de titre de courtoisie, et à  partir de la 3e génération, l’aîné de la famille est indiqué comme « titré comte de...»).

## Généalogie simplifiée
- Jean-Louis de Roux, seigneur de Navacelles (1705-1780), page de la Grande Écurie (1720), viguier d'Avignon (1756-1757), marié à Jeanne Théodore de Villeneuve, dame de Navacelles, dont :
  - Benoît-Hippolyte de Roux (né le 13 mai 1756 à Avignon et mort en 1832 à Paris) capitaine dans le régiment de Condé-Infanterie, chevalier de Saint-Louis, marié le 22 septembre 1797 à Villeneuve-lès-Avignon à Catherine Ranquet.
    - Hector de Roux (né le 27 mars 1800 à Villeneuve-lès-Avignon et mort le 2 octobre 1864 à Saint-Florent-les-Niort), lieutenant de dragons au régiment de l'Hérault, marié le 8 avril 1829 à Avignon à Zélie Angellot Pinatelly.
      - Marius Eugène Raphaël de Roux (né le 29 mai 1842 à Grandcourt et mort le 26 juin 1910 à Niort), marié le 23 janvier 1877 à Celles-sur-Belle (Deux-Sèvres) avec Marie-Angélique Roche.
        - Marie de Roux (né le 17 février 1878 à Niort et mort le 3 décembre 1943 à Aslonnes (Vienne), avocat, historien et journaliste, militant royaliste. Marié le 25 avril 1903 à Niort avec Agnès Besson.
          - Pierre de Roux (né le 28 mars 1905 à Poitiers (Vienne) et mort le 7 avril 1962 à Paris 7e), banquier, marié le 9 mai 1928 à Saint-Martin-des-Combes (Dordogne) à Hélène du Cheyron du Pavillon et le 15 avril 1934 à Saint-Martin-des-Combes (Dordogne) à Françoise du Cheyron du Pavillon[15]
            - (du 1er mariage) Jean-Louis de Roux (1929-2004) dont postérité.
            - (du 1er mariage) Gabriel de Roux (1931-1964) officier de marine, dont postérité.
            - Dominique de Roux (1935-1977), écrivain et éditeur, dont postérité.
              - Pierre-Guillaume de Roux (1963-2021), éditeur.
              - Béatrice de Roux (Béatrice Copper-Royer (1951), psychologue-clinicienne, auteure.

            - Jacques de Roux (1937-1986), officier de marine, navigateur disparu en mer[16] pendant la course Newport-Newport,en 1986[17].
            - Marie-Hélène
            - Xavier de Roux (1940-2015), avocat, député de Charente-Maritime, maire de Chaniers, dont postérité.
            - Emmanuel de Roux (1944-2008), journaliste.
            - Monique de Roux (1946), peintre -graveur
            - Hervé de Roux

          - Philippe de Roux (né le 20 avril 1910 à Poitiers (Vienne) et mort le 16 juillet 1947 à Saint-Jean-de-Luz (Pyrénées-Atlantiques), officier de marine, marié en 1942 à Suzanne d'Amade, petite fille du général Albert d'Amade dont Jean-Hubert (1944) et Patrick (1946)[15].
          - Louis-Olivier de Roux (1914-1962), militant monarchiste, directeur de la Caisse nationale de l'énergie, marié à Jeannine Real del Sarte (1919-2003), fille du sculpteur Maxime Real del Sarte, dont postérité[15].

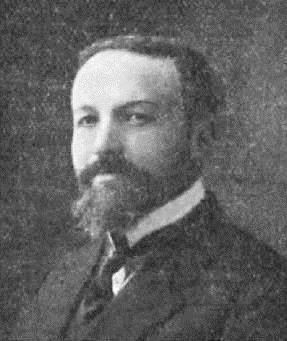
Marie de Roux (1878-1943)
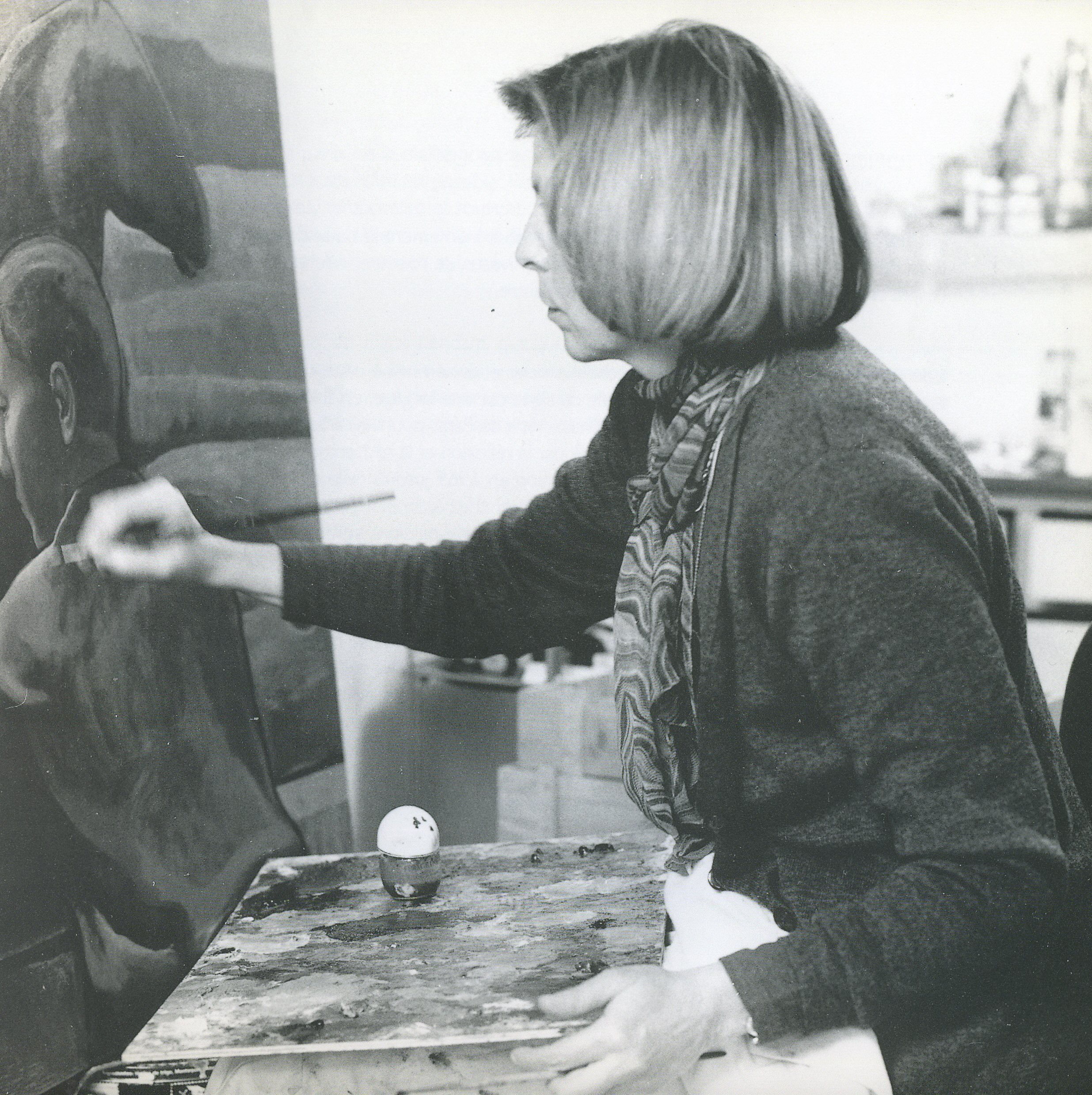
Monique de Roux (1946)